# Ọ
Ọ (kleingeschrieben ọ) ist ein Buchstabe des lateinischen Schriftsystems, bestehend aus einem O mit einem Punkt darunter. Er ist im Afrika-Alphabet sowie im pannigerianischen Alphabet enthalten und wird in Igbo, in Lillooet sowie in Yoruba anstelle des offiziell verwendetem O mit Strich darunter (O̩) zur Darstellung des gerundeten halboffenen Hinterzungenvokals (IPA: /⁠ɔ⁠/) verwendet. In Edo handelt es sich um den offiziellen Vokal für /⁠ɔ⁠/. Der Buchstabe wird auch in der vietnamesischen Sprache verwendet, wo er den Buchstaben O im sechsten Ton (tief gebrochen) darstellt. In der marshallesischen Sprache wird er verwendet um einen gerundeten offenen Hinterzungenvokal [ɒ] darzustellen (z. B. in Ọkwōj).

## Darstellung auf dem Computer
Unicode enthält das Ọ an den Codepunkten U+1ECC (Großbuchstabe) und U+1ECD (Kleinbuchstabe).  In den Zeichenkodierungen ASCII und ISO 8859 kommen weder der Punkt darunter noch der fertige Buchstabe Ọ vor.